# Fritz Hoopts
Fritz Hoopts (* 5. Juni 1875 in Oldenburg; † 16. Mai 1945 ebenda; gebürtig Friedrich Arthur Gerhard Hoopts) war ein deutscher Schauspieler und Hörspielsprecher.

## Leben
Hoopts war ursprünglich Steuerinspektor. Über Laienspielbühnen fand er sehr spät als Darsteller auch zum Film. Als Knecht Hinnerk und Partner von Carsta Löck übernahm er 1934 bei seinem zweiten Einsatz in Krach um Jolanthe eine wichtige Rolle. Danach hatte er bis zu seinem Tod noch mehrere, meist allerdings ziemlich kurze Auftritte in deutschen Spielfilmen. Wiederholt verkörperte er Fischer und andere Seeleute. Hoopts stand 1944 in der Gottbegnadeten-Liste des Reichsministeriums für Volksaufklärung und Propaganda.

## Filmografie
- 1934: Das alte Recht
- 1934: Krach um Jolanthe
- 1935: Friesennot
- 1935: Das Mädchen vom Moorhof
- 1936: Annemarie
- 1936: Onkel Bräsig
- 1936: Susanne im Bade
- 1936: Wenn der Hahn kräht
- 1937: Zu neuen Ufern
- 1938: Kameraden auf See
- 1938: Nordlicht
- 1938: Liebesbriefe aus dem Engadin
- 1939: Robert und Bertram
- 1940: Für die Katz’
- 1940: Meine Tochter tut das nicht
- 1940/53: Gesprengte Gitter
- 1941: Das Mädchen von Fanö
- 1941: Ohm Krüger
- 1941: Venus vor Gericht
- 1941: Kameraden
- 1942: Rembrandt
- 1942: Viel Lärm um Nixi
- 1942: Weiße Wäsche
- 1943: Wenn die Sonne wieder scheint
- 1943/45: Kolberg
- 1944: Das war mein Leben
- 1944: Junge Adler
- 1944: Meine vier Jungens
- 1944: Tierarzt Dr. Vlimmen
- 1945: Der Puppenspieler (unvollendet)

## Hörspiele (Auswahl)
- 1926: August Hinrichs: De Aukschon. Een Kummedie in eenen Uptog (Harm, Olben Bruns’ Fründ, Schoster und Trumpeter) – Regie: Nicht angegeben (Sendespiel (Hörspielbearbeitung) – NORAG) (Zwei Livesendungen)
- 1927: Herman Heijermans: See. Nedderdütsch Drama in veer Uptög. Gastspiel des Ollnborger Kring. Frei nach Herman Heijermans (Meiners Lüning) – Bearbeitung und Regie: Erich Schiff (Sendespiel (Hörspielbearbeitung) – NORAG)
- 1928: Wilfried Wroost: Sien veerte Fro. Een lustig plattdütsch' Spill in een Uptog (Fietje Voß, Barkassenschipper, ehr. inlogierer) – Regie: Frese (Sendespiel (Hörspielbearbeitung) – NORAG)
- 1928: Alma Rogge: De Vergantschoster. Ein lustiges Spiel in veer Töns (Bunges) – Regie: Nicht angegeben (Sendespiel (Hörspielbearbeitung) – NORAG)